# یاگوارا
یاگوارا (انگلیسی: Yaguará) نام شهری در کشور کلمبیا است.